# Гук Мирослав
Мирослав Гук (псевдо: «Григор», «Код», «Косач»; 14 березня 1920, с. Павлокома, тепер Польща — 14 березня 1952, Тернопіль) — окружний референт пропаганди Чортківської округи, лицар Срібного хреста заслуги УПА.

## Життєпис
Народився 14 березня 1920 у селі Павлокома Березівського повіту (тепер Ряшівський повіт, Підкарпатського воєводства, Польща). Виростав у сусідньому с. Ісканя, де його батько тривалий час був священиком.
У 1938 році закінчив Перемиську гімназію та продовжив навчання на рільничо-лісовому відділі Познанського університету (1938-1939), згодом біологічному факультеті Львівського університету (1940) та архітектурному факультеті Львівської політехніки (1942-1944).
Навчаючись у гімназії вступив до ОУН. Займав посаду окружного референта пропаганди І округи Західних окраїн українських земель (Перемищина і Лемківщина; 1945), окружний провідник І округи від вересня 1945.
Восени 1947 перейшов в Україну, працював на посаді окружного референта пропаганди Чортківської округи (1948-1951). Організував окружну підпільну друкарню ім. Ярослава Старуха.
28 квітня 1951 виданий в руки МДБ колишніми зв’язковими Тернопільського Крайового проводу «Поділля» Василем Том’яком («Думка») та Володимиром Трусем («Олесь»).
Засуджений до смертної кари 17 грудня 1951, розстріляний у Тернополі 14 березня 1952.

## Нагороди
- Наказом Головного військового штабу УПА ч.1/52 від 20 червня 1952 нагороджений Срібним Ххрестом заслуги УПА.